# Miss Mundo Argentina
Miss Mundo Argentina es un concurso de belleza femenina nacional de Argentina que se celebra desde 1959. Cada concursante representa una provincia y/o región del país, la ganadora obtiene el título de Miss Argentina y lo lleva por un período de alrededor de un año. Miss Mundo Argentina 2020-2021 y actual reina del certamen, es Amira Hidalgo, representante de Buenos Aires.
La organización de Miss Argentina esta a nombre de Nadia Cerri, quien fue Miss Internacional Argentina 1997. Además de contar con la franquicia de Miss World Argentina, Cerri es dueña de otras franquicias de otros concursos de belleza para Argentina: Mister World Argentina, Miss Teen Argentina, Miss Supranational Argentina, Miss Nuestra Latinoamericana Universal Argentina, Miss Eco Argentina, Reina Hispanoamericana Argentina y Miss AmbaR Argentina.
La organización cuenta con 2 ganadoras del certamen internacional: Norma Cappagli Miss Mundo 1960 de la Provincia de Buenos Aires y Silvana Suárez Miss Mundo 1978 de la Provincia de Córdoba.

## Ganadoras del Certamen
| Año                                 | Ganadora                                         | Provincia                                        | Notas |
| ----------------------------------- | ------------------------------------------------ | ------------------------------------------------ | --- |
| Miss Argentina                      |                                                  |                                                  | |
| 1959                                | Amalia Yolanda Scuffi                            |                                                  | Top 10 |
| 1960                                | Norma Cappagli                                   |                                                  | MISS WORLD 1960 |
| 1961                                | Susana Julia Pardal                              |                                                  | Top 15 |
| 1962                                | María Amalia Ramírez                             |                                                  | Top 15 |
| 1963                                | María Amalia Ramírez                             |                                                  | Participo sin exito |
| 1964                                | Ana María Soria                                  |                                                  | Primera Finalista |
| 1965                                | Lidia Alcira Díaz                                |                                                  | Participo sin exito |
| 1966                                | Graciela Guardone                                |                                                  | Top 15 Miss World |
| 1967                                | María del Carmen Sabaliauskas                    |                                                  | Primera Finalista |
| 1968                                | Viviana Roldán                                   |                                                  | Top 15 |
| 1969                                | Graciela Marino                                  |                                                  | Participo sin exito |
| 1970                                | Alicia Daneri                                    |                                                  | Participo sin exito |
| 1971                                | Patricia María Charré Salazar                    |                                                  | Participo sin exito |
| 1972                                | Olga Edith Cognini Ferrer                        |                                                  | Participo sin exito |
| 1973                                | Beatriz Callejón                                 |                                                  | Participo sin exito |
| 1974                                | Sara Barberi                                     |                                                  | Participo sin exito |
| 1975                                | Lilian Noemí De Asti                             |                                                  | Participo sin exito |
| 1976                                | Adriana Salguiero\|                              |                                                  | Top 15 |
| 1977                                | Susana Beatriz Stéfano                           |                                                  | Participo sin exito |
| 1978                                | Silvana Suárez                                   |                                                  | MISS WORLD 1978 |
| 1979                                | Verónica Ivonne Gargani                          |                                                  | Participo sin exito |
| 1980                                | Elsa Cecilia Galotti                             |                                                  | Participo sin exito |
| 1981                                | Ana Natali Schoeder Belmut                       |                                                  | Participo sin exito |
| 1982                                | No Participó por motivo de la Guerra de Malvinas | No Participó por motivo de la Guerra de Malvinas | No Participó por motivo de la Guerra de Malvinas                                                                        |
| 1983-1986 No participo del Concurso |                                                  |                                                  | |
| 1987                                | Ana Natali Schoeder Belmut                       |                                                  | Top 6 |
| 1988                                | Gabriela Karina Madeira                          | Buenos Aires                                     | Participo sin exito |
| 1989                                | Patricia Weidenhofer                             | La Pampa                                         | Participo sin exito |
| 1990                                | Romina Maria Rosales Laramie                     | Buenos Aires                                     | Participo sin exito |
| 1991                                | Marcela Noemi Chazarreta                         | Buenos Aires                                     | Participo sin exito |
| 1992                                | Claudia Andrea Bertona Ragliotti                 | Córdoba                                          | Participo sin exito |
| 1993                                | Viviana Patrice Carcereri                        | Medoza                                           | Participo sin exito |
| 1994                                | Miriam Elizabeth Nahon                           | Buenos Aires                                     | Participo sin exito |
| 1995                                | María Lorena Jensen                              |                                                  | Participo sin exito |
| 1996                                | Fernanda Fernández Ramírez                       |                                                  | Participo sin exito |
| 1997                                | Natalia Pombo                                    |                                                  | Participo sin exito |
| 1998                                | Natalia Elisa González                           |                                                  | Participo sin exito |
| 1999                                | Denisse Verónica Barrionuevo                     |                                                  | Participo sin exito |
| 2000                                | Daniela Stucan                                   |                                                  | Participo sin exito |
| 2001                                | Virginia di Salvo                                |                                                  | Participo sin exito |
| 2002                                | Tamara Henriksen                                 |                                                  | Participo sin exito |
| 2003                                | Grisel Hitoff                                    |                                                  | Top 21 Competencia "Talentos"                                                                                           |
| 2004                                | Veronica Estarriaga L.                           | Buenos Aires                                     | Participo sin exito |
| 2005                                | Emilia Ianneta                                   | Buenos Aires                                     | Participo sin exito |
| 2006                                | Beatriz Vallejos Schulze                         | Corrientes                                       | Participo sin exito |
| 2007                                | Alejandra Bernal                                 | Jujuy                                            | Participo sin exito |
| 2008                                | Agostina Quinteros                               | La Pampa                                         | Top 32 Competencia "Top Model"                                                                                          |
| 2009                                | Evelyn Manchon                                   | San Luis                                         | Participo sin exito |
| 2010                                | Mariana Arambarry                                | La Pampa                                         | Participo sin exito |
| 2011                                | Antonella "China" Kruger                         | Buenos Aires                                     | Top 36 Competencia "Belleza de Playa" Top 30 Competencia "Belleza con Proposito" Top 20 Competencia "Supermodelo"       |
| 2012                                | Josefina Herrero                                 | Corrientes                                       | Top 47 Competencia "Top Model" Top 40 Competencia "Belleza de playa"                                                    |
| 2013                                | Teresa Kuster                                    | Capital Federal                                  | Participo sin exito |
| 2014                                | Yoana Don Marozzi                                | Santiago de Estero                               | Participó en Miss Internacional 2016 logrando entrar en Top 15. En 2017 Participó en Miss Grand Internacional sin éxito |
| 2015                                | Daniela Miron                                    | Medoza                                           | Top 30 Competencia "Top Model"                                                                                          |
| 2016                                | Camila Macias                                    | Córdoba                                          | Participo sin exito |
| 2017                                | Avril Marco                                      | Santiago de Estero                               | Top 40 Top 24 Competencia "Deportes" Participó en Miss Supranacional 2019 logrando Top 25                               |
| 2018                                | Victoria Soto                                    | Entre Ríos                                       | Top 20 Competencia "Face to Face"                                                                                       |
| 2019                                | Judit Granja                                     | Provincia del Chaco                              | Top 40 Competencia "Top Model"                                                                                          |
| 2020                                | Amira Hidalgo                                    | Buenos Aires                                     | Top 40 Top 32 Competencia "Deportes"                                                                                    |

### Estadísticas
Desde 1959 Argentina solo ha logrado clasificar 12 Veces de las 70 ediciones de Miss World, 2 de las cuales a salido como ganadora del concurso.
| POSICIÓN       | # | AÑO(S)                     |
| -------------- | - | -------------------------- |
| Miss World     | 2 | 1960, 1978                 |
| Finalistas     |   |                            |
| Primera        | 2 | 1964, 1967                 |
| Segunda        | 0 |                            |
| Tercera        | 0 |                            |
| Cuarta         | 0 |                            |
| Semifinalistas |   |                            |
| Top 6          | 1 | 1987                       |
| Top 10         | 1 | 1959                       |
| Top 15         | 5 | 1961,1962, 1966,1968, 1976 |
| Top 40         | 2 | 2017, 2021                 |

- Datos: Q111721284